# Campeonato Europeo de Natación en Aguas Abiertas de 1989
El I Campeonato Europeo de Natación en Aguas Abiertas se celebró en Stari Grad (Yugoslavia) entre el 2 y el 3 de septiembre de 1989 bajo la organización de la Liga Europea de Natación (LEN) y la Federación Yugoslava de Natación.

## Resultados

### Masculino
| Evento | Oro                            | Plata                                | Bronce                                  |
| ------ | ------------------------------ | ------------------------------------ | --------------------------------------- |
| 5 km   | Igor Majcen Yugoslavia 1:09:25 | Jaromír Henyš Checoslovaquia 1:10:08 | Arthur de Rouw · Países Bajos · 1:10:33 |
| 21 km  | Nače Majčen Yugoslavia 4:52:04 | Michal Špaček Checoslovaquia 4:57:23 | Dragan Kurgić Yugoslavia 4:59:27        |

### Femenino
| Evento | Oro                                     | Plata                                | Bronce                                 |
| ------ | --------------------------------------- | ------------------------------------ | -------------------------------------- |
| 5 km   | Anamarija Petričević Yugoslavia 1:16:15 | Wandy Kater · Países Bajos · 1:20:10 | Tanja Godina Yugoslavia 1:20:12        |
| 21 km  | Rita Lázár · Hungría · 5:27:07          | Diana Simonović Yugoslavia 5:31:35   | Annemie Landmeters · Bélgica · 5:37:57 |

## Medallero
| Núm. | País           | Oro | Plata | Bronce | Total |
| ---- | -------------- | --- | ----- | ------ | ----- |
| 1    | Yugoslavia     | 3   | 1     | 2      | 6     |
| 2    | Hungría        | 1   | 0     | 0      | 1     |
| 3    | Checoslovaquia | 0   | 2     | 0      | 2     |
| 4    | Países Bajos   | 0   | 1     | 1      | 2     |
| 5    | Bélgica        | 0   | 0     | 1      | 1     |
|      | TOTAL          | 4   | 4     | 4      | 12    |